# Siliciure
Un siliciure est un composé du silicium et d'un ou plusieurs éléments métalliques, dont au moins un élément plus électropositif que le silicium. C'est une variété silicée d'intermétallique.

## Description
Les siliciures sont des composés proches des borures et des carbures. Cependant, le silicium étant bien plus électropositif que le carbone, les siliciures sont bien plus proches des borures que des carbures.
La composition des siliciures ne peut pas être simplement décrite comme des molécules (liaisons covalentes). Les liaisons chimiques dans les siliciures varient de nature en fonction du composé : elles peuvent être de nature métallique, formant des composés conducteurs, covalente, voire ionique.
Il a été observé des siliciures avec tous les métaux dont les métaux de transition, à l'exception notable du béryllium.
Les atomes de silicium dans les siliciures suivent différents types d'organisation :
- atomes de silicium isolés :
  - conducteurs : Cu5Si, (V,Cr,Mn)3Si, Fe3Si, Mn3Si,
  - non-conducteurs : (Mg,Ge, Sn,Pb)2Si, (Ca,Ru, Ce,Rh,Ir,Ni)2Si ;
- paires Si2 : U3Si2, siliciures d'hafnium et de thorium ;
- Si4 tétraédrique : KSi, RbSi, CsSi ;
- Sin en chaîne : USi, (Ti, Zr, Hf, Th, Ce, Pu)Si, CaSi, SrSi, YSi ;
- couches de Si en plan hexagonaux de type graphite : β-USi2, siliciures des autres lanthanides et actinides ;
- couches de Si hexagonales ondulées : CaSi2 ;
- squelettes de Si ouverts en 3D : SrSi2, ThSi2, α-USi2.

Les siliciures des éléments des colonnes 1 et 2, par exemple Na2Si et Ca2Si, réagissent violemment avec l'eau pour libérer de l'hydrogène et/ou des silanes. Les siliciures des métaux de transition, au contraire, sont habituellement inertes dans les solutions aqueuses de toutes sortes, à l'exception de l'acide fluorhydrique. En revanche, ils réagissent avec des composés plus agressifs comme l'hydroxyde de potassium fondu, le fluor ou le chlore chauffés au rouge.

## Micro-électronique
En micro-électronique, des siliciures sont créés par diffusion de métaux dans le silicium, avec pour but de changer sa nature. On parle alors de siliciure auto-aligné ou de saliciure (francisation du mot-valise anglophone self-aligned silicide - salicide). 
Ces siliciures particuliers sont créés à des zones de contact entre le silicium et une couche de métal (ou plusieurs couches de différents métaux superposés) qu'on recuit. Ils servent à améliorer le contact ohmique entre métal et semi-conducteur et sont souvent utilisés en technologie MOS/CMOS pour la source, le drain, et la grille en poly-Si.
Le procédé est représenté ci-contre: le métal est déposé de manière conformale sur la surface de la plaque CMOS (étape (b)). Durant le recuit suivant (étape (c)), le métal réagit avec le silicium dans les régions où ils sont en contact (jonctions et grille en poly-silicium) pour former le siliciure. En particulier, cette réaction ne se produit pas sur les espaceurs (typiquement en nitrure de silicium), ce qui évite le court-circuit entre les jonctions et la grille. Finalement, le métal non-réagi (c'est-à-dire non transformé en siliciure) est retiré de la surface par une chimie sélective pendant l'étape (d).    

## Minéraux
La plupart des siliciures sont synthétiques, mais un certain nombre sont connus à l'état naturel : brownleeite MnSi, gupeiite Fe3Si, hapkéite Fe2Si, linzhiite FeSi2, luobusaïte Fe0,84Si2, mavlyanovite Mn5Si3, naquite FeSi, palladosiliciure Pd2Si, perryite (Ni,Fe)5(Si,P)2, suessite (en) (Fe,Ni)3Si, xifengite (en) Fe5Si3 et zangboïte TiFeSi2. Ces minéraux sont classés avec les éléments natifs, comme les carbures, les nitrures et les phosphures (classe I).